# Daiitoku Myō-ō

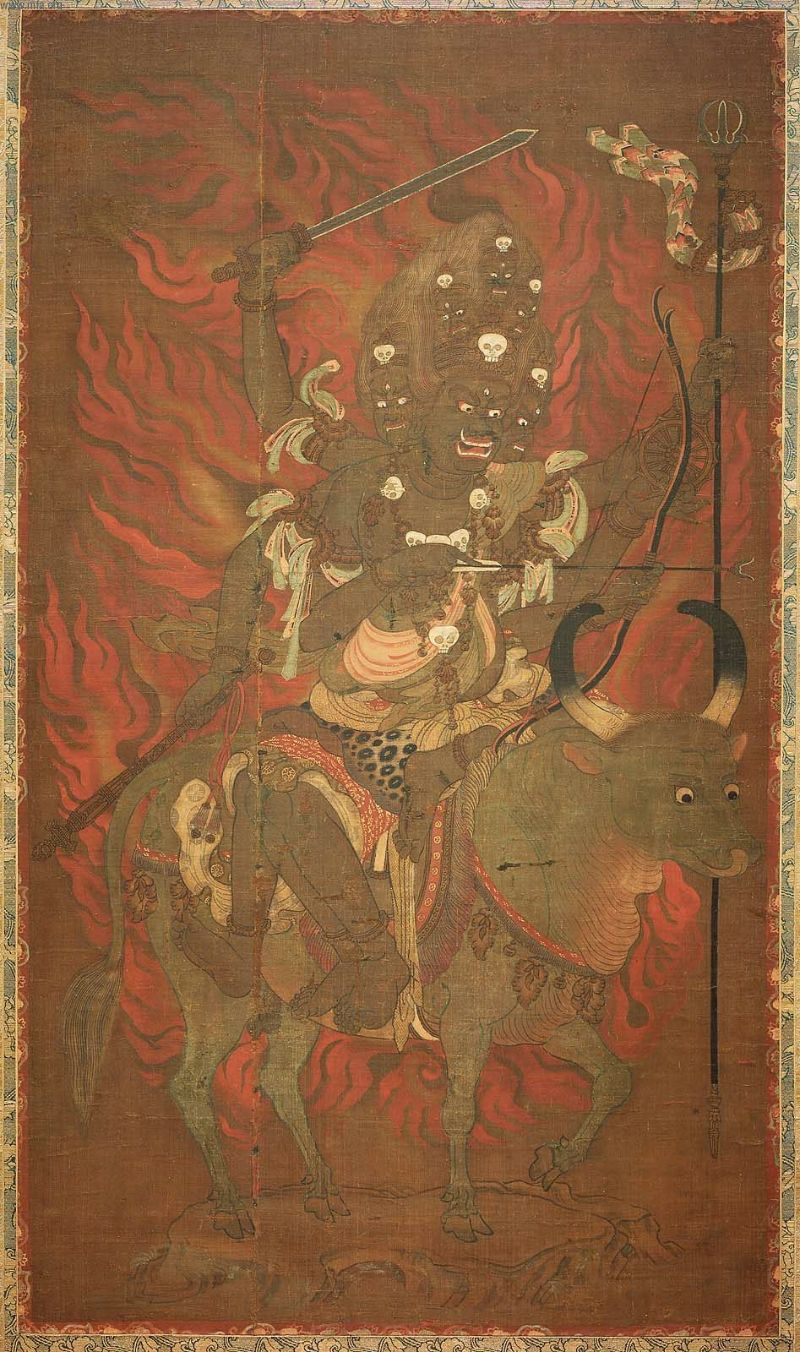
Daiitoku Myō-ō.Primera mitad s XIII
Tinta,color,oro y plata sobre seda.

En el culto shingon del budismo japonés, Daiitoku Myō-ō (大威徳明王) es un dios protector que tiene seis caras, seis piernas y seis brazos que empuñan armas. Cabalga sobre una vaca blanca, y se le venera como el dios de la victoria. Daitoku puede vencer a serpientes venenosas y dragones, y tiene el poder de destruir el mal y crear el bien. Se le sitúa en el oeste.
El mantra de Daiitoku Myō-ō es
「おん　あく　うん」
(on aku un)